# Batalla de Nínive
La batalla de Nínive (627) fue la batalla culminante de la última guerra romano-sasánida (602-628), que terminó con una decisiva victoria bizantina, que acabó con el poder de los sasánidas y restauró brevemente sus antiguas fronteras en Oriente Próximo. La batalla supuso también el fin de las grandes conquistas de Cosroes II de principios del siglo VII, quien había conseguido llevar al Imperio sasánida a su mayor extensión.
No obstante, la recuperación bizantina no duró mucho, debido a que en la siguiente década el emergente Califato islámico surgió de los desiertos de Arabia y casi destruyó al Imperio bizantino.

## Antecedentes
Cuando el emperador Mauricio fue asesinado por el usurpador Focas en el año de 602, Cosroes II, rey de Persia, le declaró la guerra al Imperio bizantino, buscando (en principio) vengar la muerte de Mauricio, que lo había acogido 10 años antes, cuando un usurpador se había apoderado del trono persa y Cosroes, en ese momento, un joven príncipe, tuvo que huir a Bizancio.
Durante las primeras etapas de la guerra, los persas se apoderaron de Siria, Palestina, Asia Menor y Egipto, quedando momentáneamente paralizados para invadir las provincias europeas del Imperio (Italia y los Balcanes), mientras el hijo del exarca de África, Heraclio, derrocó y mató a Focas y fue proclamado emperador en el 610 como Heraclio I. Heraclio detuvo el avance persa y en el 622, navegó con su flota hacia Trebisonda (actual Trabzon, Turquía), derrotando a los persas en Isos, donde hacía 900 años antes Alejandro Magno había derrotado al Imperio persa aquémenida en su triunfal invasión de Persia y avanzando sobre Mesopotamia, restaurando el equilibrio en la guerra y forzando a los persas a recurrir a los ávaros en el Oeste para que ellos asediaran Constantinopla, esperando que Heraclio regresara a defender su capital. Sin embargo, no lo hizo. Su confianza en las murallas de Constantinopla no fue en vano y los ávaros no tuvieron más remedio que levantar el sitio y las tropas persas de Asia Menor se rindieron.

## La invasión de Mesopotamia
A mediados de septiembre del 627, dejando al turco Ziebel continuar con el asedio de Tiflis, Heraclio invadió el corazón de Persia, esta vez con más 60 000 soldados y 40 000 turcos, en total unos 100 000 hombres. No obstante, los turcos desertaron en extrañas condiciones. Heraclio fue perseguido por el general persa Rhahzadh, que contaba con casi 50 000 soldados. No obstante, logró evadirlo e invadió Mesopotamia (actual Irak). Heraclio logró apoderarse de los recursos del campo mesopotámico, asegurando mantener aprovisionadas a sus tropas, dificultándole las cosas a Rhahzadh. Además, dejó sin alimentos a los animales de Rhahzadh. Tanto Heraclio como los persas se acercaron desde el este de Nínive. Los refuerzos persas estaban cerca de Mosul.

## Maniobras antes y después de la batalla de Nínive

Maniobras de las fuerzas sasánidas y bizantinas (previas y posteriores a la batalla)

El 1 de diciembre, Heraclio cruzó el río Gran Zab y acampó cerca de Nínive, avanzando hacia el norte, cuando los persas esperaban que avanzara hacia el sur. Sin embargo, es posible que lo hiciera tratando de evitar verse acorralado por el ejército persa en caso de caer derrotado. Rhahzadh se acercó de forma diferente a Nínive. Cuando le llegó a Heraclio la noticia de que se acercaban 30 000 refuerzos persas, lo cual lo obligó a actuar.

## Campo
Heraclio había encontrado una llanura al oeste del Gran Zab, a cierta distancia de las ruinas de Nínive, en donde plantar cara a sus adversarios. Este espacio más amplio le permitió a los bizantinos aprovechar su mayor número de infantes. Amén de esto, la niebla anuló la ventaja en número de honderos y arqueros de los persas, y permitió a los bizantinos cargar contra las filas enemigas y entablar combate cuerpo a cuerpo sin sufrir muchar bajas por proyectiles y armas arrojadizas. Walter Kaegi considera que esta batalla tuvo lugar cerca del arroyo de Karamlays.

## La batalla
Rhahzadh desplegó sus fuerzas en 3 partes y atacó a los bizantinos, que fingieron retirarse para así llevar a los persas a los llanos, volviéndose repentinamente para la sorpresa de los persas. Después de 8 horas de lucha, los persas se replegaron, dejando tras de si a más de 20 000 persas muertos o prisioneros. Según la Breve Historia del emperador Nicéforo I, Rhahzadh desafió a Heraclio a un combate personal. Heraclio aceptó y mató a Rhahzadh de un solo golpe. Además, otros dos rivales también perdieron a manos de Heraclio. Aunque en realidad, lo más probable es que Rhahzadh muriese en la batalla.
Los refuerzos persas llegaron demasiado tarde y se unieron a los restos de las fuerzas de Rhahzadh ya en retirada.

## Después de la batalla
La victoria de Nínive no fue tan total para los bizantinos, que ni siquiera pudieron apoderarse del campamento persa. No obstante, bastó con esta modesta victoria para quebrar la resistencia persa. Sin ejércitos persas para oponérsele, las victoriosas tropas de Heraclio saqueraron Dastagird, uno de los palacios de Cosroes II, capturando enormes riquezas y recuperaron 300 pendones bizantinos perdidos a manos de los persas.
Cosroes huyó a Susa, tratando de apoyar a las tropas que defendían Ctesifonte, capital del Imperio persa. Heraclio no podía atacar Ctesifonte, ya que el Canal de Nahrawan fue bloqueado cuando se derrumbó un puente que estaba encima de él. El ejército persa se rebeló y derrocó a Cosroes II, proclamando a su hijo Kavad II, en su lugar. El derrotado Cosroes murió en un calabozo tras cinco días sin alimentos, asesinado a flechazos.
Kavad envió de inmediato una oferta de paz a Heraclio. Heraclio no impuso duras condiciones, a sabiendas de que su propio Imperio estaba también a punto de agotarse. En el tratado de paz, los bizantinos recuperaron todos sus territorios perdidos, sus soldados capturados, una indemnización de guerra, y lo más importante para ellos, la Vera Cruz y otras reliquias perdidas cuando Jerusalén cayó en manos persas en el año 614.
El historiador Jorge de Pisidia en su poema  la  "Expedición de Heraclio contra los persas" lo compara con Alejandro Magno y el general Ateniense Timoteo.